# 白雲 (白雲型駆逐艦)
|          |                                                     |
| 艦歴     |                                                     |
| 計画     | 第二期拡張計画(1900年度)                            |
| 起工     | 1901年2月1日                                        |
| 進水     | 1901年10月1日                                       |
| 竣工     | 1902年2月13日                                       |
| 除籍     | 1922年4月1日                                        |
| その後   | 二等掃海艇 1923年4月1日雑役船 1925年7月21日撃沈処分 |
| 要目     |                                                     |
| 排水量   | 常備：332トン                                       |
| 長さ     | 65.9m                                               |
| 幅       | 6.3m                                                |
| 吃水     | 1.8 m                                               |
| 機関     | 2軸推進、7,000shp                                   |
| 速力     | 31ノット                                            |
| 航続距離 |                                                     |
| 乗員     | 62人                                                |
| 兵装     | 7.6cm単装砲1基 57mm単装砲5基 45cm水上発射管2門      |

白雲（しらくも）は、大日本帝国海軍の駆逐艦で、白雲型駆逐艦のネームシップである。同名艦に吹雪型駆逐艦（特I型）の「白雲」があるため、こちらは「白雲 (初代)」や「白雲I」などと表記される。

## 艦歴
当初の艦名は第十五号駆逐艦。1901年10月1日に進水し「白雲」と命名。1902年2月13日、イギリスのソーニクロフト社で竣工し、軍艦に編入され駆逐艦に類別。同年2月27日、日本へ回航。同年5月30日、呉に到着。
1904年、日露戦争が勃発した際には第1艦隊第1駆逐隊に所属していた。旅順口攻撃、黄海海戦に参加。1905年の日本海海戦では第2艦隊第4駆逐隊に所属して参加した。
1905年12月12日駆逐艦に種別変更。
1912年8月28日三等駆逐艦。
1914年、青島の戦いに参加。1922年4月1日、特務艇（二等掃海艇）に類別変更。1923年4月1日、雑役船に編入。1925年7月21日、豊後水道姫島沖で実艦標的として撃沈処分。

## 艦長
※『日本海軍史』第9巻・第10巻の「将官履歴」及び『官報』に基づく。
回航委員長
- 狭間光太 少佐：1901年6月26日 - 10月22日

艦長
- 狭間光太 少佐：1901年10月22日 -

駆逐艦長
- 鎌田政猷 少佐：1905年12月12日 - 1906年3月14日
- 角田貫三 大尉：1906年3月14日 - 4月1日
- （兼）森本義寛 少佐：1906年4月1日 - 5月10日
- 森本義寛 少佐：1906年5月10日 - 9月13日
- （兼）中原弥平 大尉：1906年9月13日 - 11月12日
- （兼）園田般二郎 大尉：1906年11月12日 - 1907年5月17日
- 秋吉照一 大尉：1907年5月17日 - 1908年4月20日
- （兼）山本泰洋 大尉：1908年4月20日 - 9月25日
- 秋吉照一 大尉：1908年9月25日 - 1909年2月20日
- 山中義勇 大尉：1909年2月20日 - 1910年4月1日
- 樺山信之 大尉：1910年4月1日 - 12月1日
- 大橋朝正 少佐：1910年12月1日 - 12月20日
- （兼）野村与一 少佐：1910年12月20日 - 1911年4月28日
- 後藤章 大尉：1911年4月28日 - 1913年5月24日
- 館明次郎 大尉：1913年5月24日 - 12月1日
- 竹内正 少佐：1913年12月1日 - 不詳
- 小川子郎 大尉：不詳 - 1916年12月1日
- 野村仁蔵（直邦）大尉：1916年12月1日 - 1917年12月1日[9]
- 柏木英 大尉：1917年12月1日 - 1920年2月21日
- 山下深志 大尉：1920年2月21日[10] - 1921年1月20日[11]
- 佐野哲 大尉：1921年1月20日[11] - 1921年12月1日[12]
- （兼）宮崎平 大尉：1921年12月1日[12] -